# Konstantin Kobowitsch Maradischwili
Konstantin Kobowitsch Maradischwili (russisch Константин Кобович Марадишвили; engl. Transkription: Konstantin Kobovich Maradishvili; * 7. Februar 2000 in Moskau) ist ein russischer Fußballspieler georgischer Abstammung, der beim Erstligisten Lokomotive Moskau unter Vertrag steht.

## Karriere

### Verein
Konstantin Maradischwili wurde in Moskau als Sohn eines georgischen Vaters und einer russischen Mutter geboren. Er entstammt der Jugendausbildung des Hauptstadtvereins ZSKA Moskau, wo er nach einer erfolgreichen Spielzeit in der U19 zur Saison 2019/20 in die erste Mannschaft beordert wurde. Am 14. Juli 2019 (1. Spieltag) gab er bei der 0:2-Auswärtsniederlage gegen Krylja Sowetow Samara sein Debüt in der höchsten russischen Spielklasse, als er in der 88. Spielminute für Arnór Sigurdsson eingewechselt wurde. In den nächsten Monaten wurde der Mittelfeldspieler von Cheftrainer Wiktar Hantscharenka sporadisch eingesetzt. Zum Ende der Spielzeit gelang ihm dann der Sprung in die Startformation der Koni, so dass er seine erste Saison im Profifußball mit 11 Ligaeinsätzen beenden konnte.

### Nationalmannschaft
Seit Juli 2019 ist Maradischwili für die russische U20-Nationalmannschaft im Einsatz.